# Сан-П'єтро-а-Маїда
Сан-П'єтро-а-Маїда (італ. San Pietro a Maida, сиц. Santu Pietru de Maida) — муніципалітет в Італії, у регіоні Калабрія, провінція Катандзаро.
Сан-П'єтро-а-Маїда розташований на відстані близько 480 км на південний схід від Рима, за 23 км на захід від Катандзаро.
Населення — 4242 особи (2014).
Щорічний фестиваль відбувається 6 грудня. Покровитель — Святий Миколай (San Nicola di Bari).

## Демографія
Населення за роками:

Станом на 1 січня 2023 року в муніципалітеті офіційно проживало 188 іноземців з 14 країн, серед них 84 громадяни країн Євросоюзу та 5 громадян України.

## Персоналії
- Нінетто Даволі (*1948) — італійський актор.

## Сусідні муніципалітети
- Куринга
- Якурсо
- Ламеція-Терме
- Маїда